# Piper silvimontanum
Piper silvimontanum är en pepparväxtart som beskrevs av C. Dc.. Piper silvimontanum ingår i släktet Piper och familjen pepparväxter. Inga underarter finns listade i Catalogue of Life.